# Sigoier
Sigoier (en francès Sigoyer) és un municipi francès situat al departament dels Alts Alps i a la regió de Provença – Alps – Costa Blava.

## Demografia
| 1806                                       | 1962 | 1968 | 1975 | 1982 | 1990 | 1999 | 2005 | 2015 |
| ------------------------------------------ | ---- | ---- | ---- | ---- | ---- | ---- | ---- | ---- |
| 1077                                       | 304  | 304  | 245  | 306  | 418  | 583  | 646  | 664  |
| Des de 1962: població sense dobles comptes |      |      |      |      |      |      |      |      |

## Administració
| Període   | Identitat       | Partit        |
| --------- | --------------- | ------------- |
| 1995-2008 | Alain Bonnardel |               |
| 2008-2018 | Maurice Ricard  | divers gauche |
| 2018-     | Denis Dugelay   | divers droite |